# Il visitatore (romanzo)
Il visitatore (Web of Everywhere) è un romanzo di fantascienza dello scrittore britannico John Brunner pubblicato nel 1974.

## Storia editoriale
Il romanzo è stato pubblicato per la prima volta nel 1974 in due puntate sulla rivista Galaxy Science Fiction, ripubblicato in edizione paperback nello stesso anno e tradotto in italiano nel 1977. Nel 1983 è stato ristampato per il mercato anglosassone con il titolo The Webs of Everywhere.
L'idea intorno a cui ruota il romanzo, un ipotetico sistema di teletrasporto, proviene dal precedente libro di Brunner Il sogno della Terra (The Dreaming Earth 1963) e ispirò anche il successivo Le strade dell'infinito (The Infinitive of Go, 1980), anche se le tre opere non facevano parte di uno stesso continuum narrativo.

## Trama
(John Brunner, Il visitatore)
L'invenzione di sistemi di teletrasporto, denominati "skelters", rende economico e facile viaggiare ma la rapidissima e incontrollata diffusione della nuova tecnologia getta il mondo nel caos. Gli skelters trovano infatti facile utilizzo per attacchi terroristici, a scopi bellici o criminosi, consentendo il trasporto di armi e truppe nel cuore del territorio nemico o di malintenzionati direttamente nelle case delle persone. L'ideazione di un sistema di sicurezza che nega il trasporto qualora non autorizzato da parte del ricevente, impedisce la completa devastazione del pianeta. L'anarchia tuttavia ha prodotto risultati tremendi: la razza umana è stata decimata, intere zone della terra abbandonate e i due quinti delle donne sono morte, uccise da un'arma batteriologica.
Hans Dyksta lavora per il Governo mondiale, in un'agenzia specializzata in recuperi di materie prime o manufatti abbandonati nelle zone devastate dalla guerra. Gli skelters consentono di raggiungere i luoghi più isolati della Terra e di rientrare a fine lavoro nella città scelta come residenza, nel caso di Hans, La Valletta. L'uomo è attratto dallo stile di vita precedente agli sconvolgimenti e utilizza illecitamente gli skelters per recarsi in abitazioni abbandonate per scattare fotografie artistiche che non può mostrare a nessuno per paura di essere arrestato. Mustafà Sharif è un poeta non vedente che per motivi diversi da quelli di Hans è attirato dalle vestigia di un mondo passato. Misteriosi contatti gli forniscono i codici necessari per riattivare gli skelters abbandonati: Mustafà rivende a Hans le password accompagnandolo però nelle incursioni.
Chaim Aleuker, ricco e famoso per aver inventato il sistema di sicurezza degli skelters, figura di spicco del gotha mondiale, organizza una caccia al tesoro il cui premio è essere ammesso nella sua residenza. Il vero scopo della gara è di selezionare menti brillanti cui affidare posti chiave nel Governo. Grazie al suo acume Hans risolve i molti enigmi della gara e giunge per primo nella villa di Aleuker dove conosce la bella diciassettenne Anneliese Schenker ospitata a casa del ricco uomo che le ha salvato la vita. La ragazza è cresciuta nel Sertão brasiliano in una comunità di fondamentalisti Cristiani tenuta all'oscuro delle evoluzioni tecnologiche e non riesce ad abituarsi al nuovo mondo. Hans si innamora della ragazza e approfittando della confusione causata da un attacco terroristico a casa di Aleuker, fugge con lei con l'intento di circuirla, nonostante sia già sposato con un'anziana donna che non ama, ottusa e depressa.
Per fuggire dai terroristi Hans si teletrasporta a casa con Anneliese dove trova il corpo della moglie suicida. Nel tentativo di nascondere alla ragazza l'identità del cadavere fugge immediatamente a Umeå in una delle case abbandonate lui già visitate con Mustafà. La polizia lo cerca e così anche Frederick Satamori, vicecapo del comando skelter che sopravvissuto alla strage nella villa di Aleuker vuole affidargli incarichi di responsabilità nel Governo. Hans temendo che il suo utilizzo illegale degli skelters sia scoperto, fugge impaurito, braccato dagli uomini di Mustafà, che vuole liberare Anneliese dai loschi piani del suo ex socio. Hans è anche pressato dalla polizia che teme per la sua incolumità, credendolo preda di fondamentalisti. Hans inizia ad invischiarsi sempre più in una confusa ragnatela di bugie dalla quale non sarà più capace di uscire e che lo porterà al suicidio.

## Personaggi
Hans DykstaIl protagonista del romanzo. Intelligente addetto ai recuperi di materiale abbandonato.
Chaim AleukerRicco e famoso inventore. A lui si deve l'ideazione del meccanismo di sicurezza degli skelters grazie a cui si è arrestata la devastazione mondiale.
Mustafà SharifFamoso poeta non vedente. Intorno a lui, nella sua vasta dimora, si è andata costituendo una corte epicurea votata alla cultura e al piacere.
Anneliese SchenkerDiciassettenne detta Barbara per l'educazione ricevuta nel Sertão brasiliano, ignara delle evoluzioni tecnologiche e del nuovo stile di vita licenzioso che non riesce a tollerare.
Frederick SatamoriVicedirettore del Comando skelter.
Muley HassanIl capo degli scrivani di Mustafà Sharif.

## Edizioni
- (EN) John Brunner, Web of Everywhere (parte 1 di 2), in Galaxy Science Fiction, vol. 34, n. 6, marzo 1974.
- (EN) John Brunner, Web of Everywhere (parte 2 di 2), in Galaxy Science Fiction, vol. 34, n. 7, aprile 1974.
- (EN) John Brunner, Web of Everywere, A Frederik Pohl Selection, New York, Bantam Books, giugno 1974.
- John Brunner, Il visitatore, traduzione di Mariagrazia Bianchi, Fantapocket, n. 10, Longanesi, 1977.
- (DE) John Brunner, Verbotene Kodierungen, Droemer Knaur, 1980, ISBN 3-426-05725-5.
- (FR) John Brunner, La toile de l'araignée, in La toile de l'araignée / La tangence des parallèles, OPTA, 1982, ISBN 2-7201-0152-4.
- (EN) John Brunner, The Webs of Everywere, New York, Ballantine Books, 1983, ISBN 0-345-30680-5.